# Corus costiger
Corus costiger là một loài bọ cánh cứng trong họ Cerambycidae.